# 1979년 영국 총선
1979년 영국 총선은 1979년 5월 3일에 실시되었다. 이 선거에서 제임스 캘러헌을 총리로 한 노동당은 지난 5년 동안 영국병이라 일컫는 사회 문제들을 제대로 대처하지 못해 큰 비판을 받아왔다. 반대로 신자유주의 정책을 내세우며 1975년에 보수당대표에 취임한 마거릿 대처는 영국 최초로 여성 총리에 취임할 것으로 예상되었다.
선거 결과 보수당은 339석을 차지해 과반선을 넘기며 정권 교체를 이루었다. 노동당은 269석을 차지하였으며 자유당은 기존 13석에서 11석으로 의석이 줄었다. SNP의 경우 기존 11석에서 의석이 크게 감소해 2석을 차지하는데 그쳤다. 이 선거에서 전 자유당 대표였던 제레미 소프는 낙선하였다.

## 배경
1974년 10월 영국 총선에서 1석 차이로 턱걸이 과반을 차지한 노동당 내각은 이어진 재보궐선거에서의 패배로 인해 과반을 상실했고, 해럴드 윌슨 수상에 이어 취임한 캘러헌 수상은 자유당과의 연정을 통해 정부를 꾸려나갔다. 총선이 치르려 했던 1978년 10월까지도 노동당의 지지율은 지난 총선보다 떨어지긴 했으나 보수당과 엇비슷한 정도였다. 그러나 캘러헌 수상은 세금 감면과 함께 이듬해 불황을 극복할 전망으로 선거를 1년 늦췄다.
그러나 '불만의 겨울'이라 불린 그 해 겨울은 전국적으로 파업이 이어졌고, 노동당의 지지율은 추락했다. 그리고 SNP마저 스코틀랜드 자치권 이양과 관련해 지지를 철회하자, 의회는 선거를 5개월 앞두고 1표 차이(311:310)로 내각 불신임안을 통과시켰고, 조기 총선이 치러지게 되었다.
노동당은 복지 문제와 고용 문제를 내세웠고, 보수당은 2차 석유파동을 계기로 경제 문제를 이슈화했다. 자유당은 전 대표였던 제레미 소프과 동성애 의혹과 그로 인해 연인을 살해했다는 의혹으로 사임해 타격을 입었다.

## 선거 결과
정당별 의석수
| 정당                     | 의석수 |
| ------------------------ | ------ |
| 보수당                   | 339    |
| 노동당                   | 269    |
| 자유당                   | 11     |
| 얼스터 연합주의자당      | 5      |
| 스코틀랜드 국민당        | 2      |
| 웨일스당                 | 2      |
| 사회민주노동당           | 1      |
| 통합 얼스터 연방주의자당 | 1      |
| 얼스터민중연맹당         | 1      |
| 무소속                   | 1      |
| 합계                     | 635    |

정당 득표율 
| 정당                     | 득표수     | 득표율 |
| ------------------------ | ---------- | ------ |
| 보수당                   | 13,697,923 | 43.9%  |
| 노동당                   | 11,532,218 | 36.9%  |
| 자유당                   | 4,313,804  | 13.8%  |
| 스코틀랜드 국민당        | 504,259    | 1.6%   |
| 얼스터 연합주의자당      | 254,578    | 0.8%   |
| 국민전선                 | 191,719    | 0.6%   |
| 웨일스당                 | 132,544    | 0.4%   |
| 사회민주노동당           | 126,325    | 0.4%   |
| 북아일랜드연합당         | 182,892    | 0.3%   |
| 밴가드연맹진보당         | 92,262     | 0.3%   |
| 민주연맹당               | 70,795     | 0.2%   |
| 환경당                   | 39,918     | 0.1%   |
| 통합 얼스터 연방주의자당 | 39,856     | 0.1%   |
| 얼스터민중연맹           | 36,989     | 0.1%   |
| 공산당                   | 16,858     | 0.1%   |

## 메니페스토
- Conservative manifesto, 1979 - 보수당
- The Labour Way is the Better Way - 노동당
- The Real Fight is for Britain - 자유당